# Фёдоровка (Покровский район, Орловская область)
Фёдоровка — село в Покровском районе Орловской области. Центр муниципального образования Владимировского сельского поселения.

## География
Находится в 11 км юго-западнее пгт Покровское.
Через село протекает река Сосна.

## История
Село известно с XVIII века. Первым владельцем был секунд-майор Фёдор Яковлевич Мухортов — отсюда и название села. У Фёдора Яковлевича было трое детей — Василий, Николай и Аким, которые положили начало многочисленному и разветвлённому дворянскому семейству. Мухортовы стали одними из крупнейших землевладельцев Малоархангельского уезда; в 1880-х годах они владели более 10 тысячами десятинами земли.
Второе название села — Владимирское — обязано церкви Владимирской иконы Матери Божией, которая была построена в середине XIX века. Владимирская церковь была снесена в 1930-1950 годы. Второе имя села сохранилось в названии сельского поселения.
В Фёдоровке дважды побывал Иван Сергеевич Тургенев, друживший с семьёй Захара Николаевича Мухортова.
Долгое время Фёдоровка являлась центром Владимирской волости.
К 1880 году по инициативе православной церкви в Фёдоровке появилась церковно-приходская школа, которая должна была дать крестьянским детям зачатки грамотности и религиозного благочестия.
В начале XX века местный купец Волков построил здание, которое использовалось как торговое заведение и жилой дом. В настоящее время — это памятник архитектуры местного значения, в котором находятся библиотека и сельский клуб.
Рядом с этим зданием расположен памятный знак Герою Советского Союза, танкисту Андрею Умникову, который родился в деревне Веселовка неподалёку. На территории Фёдоровки находится братская могила советским воинам, погибшим при его освобождении зимой 1943 года.

## Население
| 2002 | 2010 |
| ---- | ---- |
| 347  | ↘311 |